# Grenzschutz-Bataillon III (Bromberg)

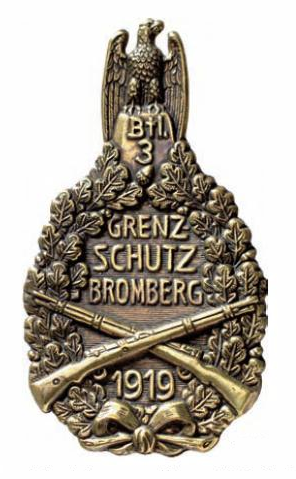
Abzeichen des Grenzschutz-Bataillon III

Das Grenzschutz-Bataillon III war eine paramilitärische Organisation in der Weimarer Republik. Sie wurde am 1. Januar 1919 in Bromberg aufgestellt.

## Geschichte
Ende November 1918 beauftragten der Arbeiter- und Soldatenrat und das Oberkommando der Garnison Bromberg den Hauptmann Emil Just vom 2. Pommerschen Fußartillerie-Regiment Nr. 15 mit der Schaffung eines „Freiwilligen-Sicherheitsdienstes“, der für Ordnung in der Stadt sorgen sollte. Der Sicherheitsdienst bestand aus zwei Kompanien mit insgesamt 600 Soldaten. Die erste Kompanie befehligte der Oberleutnant Pansegrau, die zweite Leutnant Dost. Am 1. Januar 1919 wurde der Sicherheitsdienst in das „Grenzschutz-Bataillon III“ umgewandelt. Das Ziel des Bataillons, das aus sechs Kompanien bestand, war der Kampf gegen die polnischen Aufständischen während des Posener Aufstands. Das Bataillon wurde am 26. August 1919 nach der Unterzeichnung des Vertrages von Versailles aufgelöst. Es wurde Teil der Reichswehr und bekam die Bezeichnung „III. Bataillon Reichswehr-Schützen-Regiment 83“.

## Gliederung
- 1. Kompagnie – Oberleutnant Pansegrau, Leutnant Eckert
- 2. Kompagnie – Leutnant Dost
- 3. Kompagnie – Leutnant Brüggemann
- 4. Kompagnie – Leutnant Arno Manthey
- Maschinengewehrkompanie – Oberleutnant Schreiber
- 1. Batterie – Oberleutnant Fuß

## Wichtigste Gefechte
- Szubin 2., 8. und 11. Januar 1919
- Żnin 11. Januar 1919
- Łabiszyn 11. Januar 1919
- Nowa Wieś Wielka 30. Januar 1919
- Rynarzewo 7. und 25. Februar 1919
- Tarkowo Dolne 6. Juni 1919
- Złotniki Kujawskie 8., 10 und 11. Januar 1919